# 澎湖縣馬公市興仁國民小學
澎湖縣馬公市興仁國民小學，簡稱興仁國小，位於台灣澎湖縣馬公市烏崁里的國民小學，前身為石泉國民學校興仁分校，創辦於1956年8月1日。，學區為馬公市興仁里與烏崁里，屬於「偏遠地區」之學校。

## 校園革沿
興仁國小雖以「興仁」為名，但校址實位於烏崁里，其地理位置鄰近湖西鄉隘門村與澎湖機場，其學區涵蓋馬公市興仁里與烏崁里。
| 年份     | 月份           | 事蹟                                 |
| -------- | -------------- | ------------------------------------ |
| 民國37年 | 八月           | 石泉國民學校在烏崁興仁成立分班各一班 |
| 民國39年 | 八月           | 改稱為烏崁分班計兩班                 |
| 民國40年 | 八月           | 改稱為興仁分班計兩班                 |
| 民國41年 | 八月           | 改稱為興仁分校計兩班                 |
| 民國45年 | 八月           | 奉准獨立為興仁國民學校計六班         |
| 民國57年 | 八月           | 改制為興仁國民小學計十一班           |
| 民國58年 | 八月           | 增加一班共計十二班                   |
| 民國65年 | 八月           | 減少一班共計十一班                   |
| 民國67年 | 八月           | 減少一班共計十班                     |
| 民國69年 | 八月           | 減少一班共計九班                     |
| 民國70年 | 八月           | 減少一班共計八班                     |
| 民國72年 | 八月           | 減少一班共計七班                     |
| 民國74年 | 八月           | 減少一班共計六班                     |
| 民國74年 | 迄今均維持六班 |                                      |

## 歷任校長
| 任別   | 姓名         | 性別 | 到任日期        | 卸任日期         |
| ------ | ------------ | ---- | --------------- | ---------------- |
| 第1任  | 趙信泉       | 男   | 民國45年8月1日  | 民國48年7月31日  |
| 第2任  | 楊質川       | 男   | 民國48年8月1日  | 民國55年7月31日  |
| 第3任  | 李武生       | 男   | 民國55年8月1日  | 民國61年10月29日 |
| 第4任  | 吳祖籠       | 男   | 民國61年8月1日  | 民國74年9月13日  |
| 第5任  | 楊積蓄       | 男   | 民國74年9月13日 | 民國81年8月1日   |
| 第6任  | 洪水麟       | 男   | 民國81年8月28日 | 民國85年8月1日   |
| 第7任  | 蔡興階       | 男   | 民國85年8月29日 | 民國87年8月1日   |
| 第8任  | 呂世鏡       | 男   | 民國87年8月1日  | 民國94年7月31日  |
| 第9任  | 李瑞恭       | 男   | 民國94年8月1日  | 民國98年7月31日  |
| 第10任 | 陳恩賞       | 男   | 民國98年8月1日  | 民國105年7月31日 |
| 第11任 | 許佛乞       | 男   | 民國105年8月1日 | 民國107年1月31日 |
| 第12任 | 陳志明(代任) | 男   | 民國107年2月1日 | 民國107年7月31日 |
| 第13任 | 林宜君       | 女   | 民國107年8月1日 |                  |

## 外部連結
- 興仁國民小學網站 （页面存档备份，存于）